# Nuahata
Nuahata es una ciudad censal situada en el distrito de Angul en el estado de Odisha (India). Su población es de 5920 habitantes (2011). Se encuentra a 96 km de Bhubaneswar y a 88 km de Cuttack.

## Demografía
Según el censo de 2011 la población de Nuahata era de 5920 habitantes, de los cuales 3146 eran hombres y 2774 eran mujeres. Nuahata tiene una tasa media de alfabetización del 82,39%, superior a la media estatal del 72,87%: la alfabetización masculina es del 90%, y la alfabetización femenina del 73,88%.